# カタラーゼ
カタラーゼ (catalase) は、過酸化水素を不均化して酸素と水に変える反応を触媒する酵素。
ヘムタンパク質の一種であり、プロトヘムを含んでいる。細胞内のペルオキシソームに存在し、過酸化水素を使って酸化・解毒をおこなう。
1818年に過酸化水素を発見したフランスの化学者ルイ・テナールは、カタラーゼとして知られるある種の物質が、過酸化水素の分解速度を高めることに気付いた。この物質をカタラーゼと命名したのは、ドイツの農業化学者O.レーブである。また、カタラーゼを単離して結晶化したのはアメリカの化学者ジェームズ・サムナー、カタラーゼのアミノ酸配列を決定したのはWalter A. Schroederらである。
毎秒当たりの代謝回転数は全酵素のなかでも最も高く、4000万に達する。ヒトの場合、カタラーゼは4つのサブユニットで構成されており、各サブユニットは526のアミノ酸から成立している。分子量は約24万。ヘムとマンガンを補因子として用いる。
ヒトをはじめとして肝臓に多く存在するため、肝臓をオキシドールにつけると酸素が発生する。ヒトの場合、このタンパク質をコードしている遺伝子はCATで第11染色体のp13に存在する。また、この遺伝子が欠損すると無カタラーゼ症を発症する。
至適pHは約7.0、至適温度は37℃。以下の反応の活性化エネルギーを下げることで、触媒として機能する。
{\displaystyle {\ce {2H2O2 -> {O2}+ {2H2O}}}}
過酸化水素のほか、ホルムアルデヒドやギ酸も基質として触媒できる。重金属の陽イオンやシアン化物は、阻害因子として働く。
ほぼすべての好気性微生物が有しているカタラーゼは、ユーリ古細菌に属するMethanosarcina barkeriなどのいくつかの嫌気性微生物にも存在する。また、細菌がこの酵素をもつかは、細菌を同定する上で非常に重要であり、それはカタラーゼテストによって判別できる。
高温のガスを噴射するミイデラゴミムシの能力は、カタラーゼの高い代謝回転数に依存している。カタラーゼの含有量が多ければ多いほど、過酸化水素水（オキシドール）を混ぜた時に、より速く、多くの酸素を発生できると言われている。